# مونتيغو باي

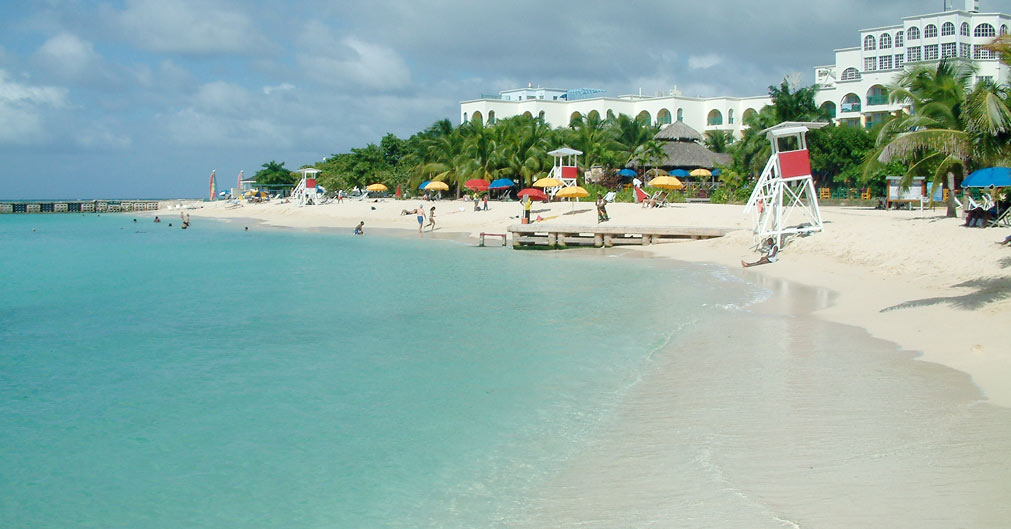
منظر لإحدى شواطئ مونتيغو باي

مونتيغو باي هي ثاني أكبر مدينة في جامايكا ، وتقع في مقاطعة كورنوال ، ويقع بها أكبر مطار بجامايكا، وتعتبر ثالث أكبر مدينة من حيث عدد السكان الذي يقدر بـ 000 230 نسمة، بعد كينغستون و سبانيش تاون و سانت - كاترين .

## تاريخ
وقع قانون بتاريخ 10 ديسمبر 1982 في مدينة مونتيغو باي وهو اتفاقية الأمم المتحدة لحماية البحر.

## النقل
مونتيغو باي بها مطار دولي (سير دونالد سنجستر . رمز أياتا : MBJ / رمز إيكاو : MKJS) التي تخدمه شركة طيران جامايكا .

## اقتصاد
مع مطارها الدولي، أصبحت مونتيغو باي مدينة سياحية واشتهرت بشواطئها والتي تعتبر من أكثر الشواطئ شهرة في جامايكا، ويتوضح ذلك من خلال مياهها الزرقاء ورمالها البيضاء.

## توأمة
لمونتيغو باي اتفاقيات توأمة مع كل من:
- أتلانتا
- لاغوس
- سانتياغو دي كوبا

## أعلام
- جيف كونينغهام
- إيان غوديسون
- بيلي روز
- موساشي سوزوكي
- لويس ناثانيل دي روتشيلد
- جوني كيمب
- ثيودور وايتمور
- دونوفان ريكيتس
- فويلت براون